# Engenho Jaguaribe

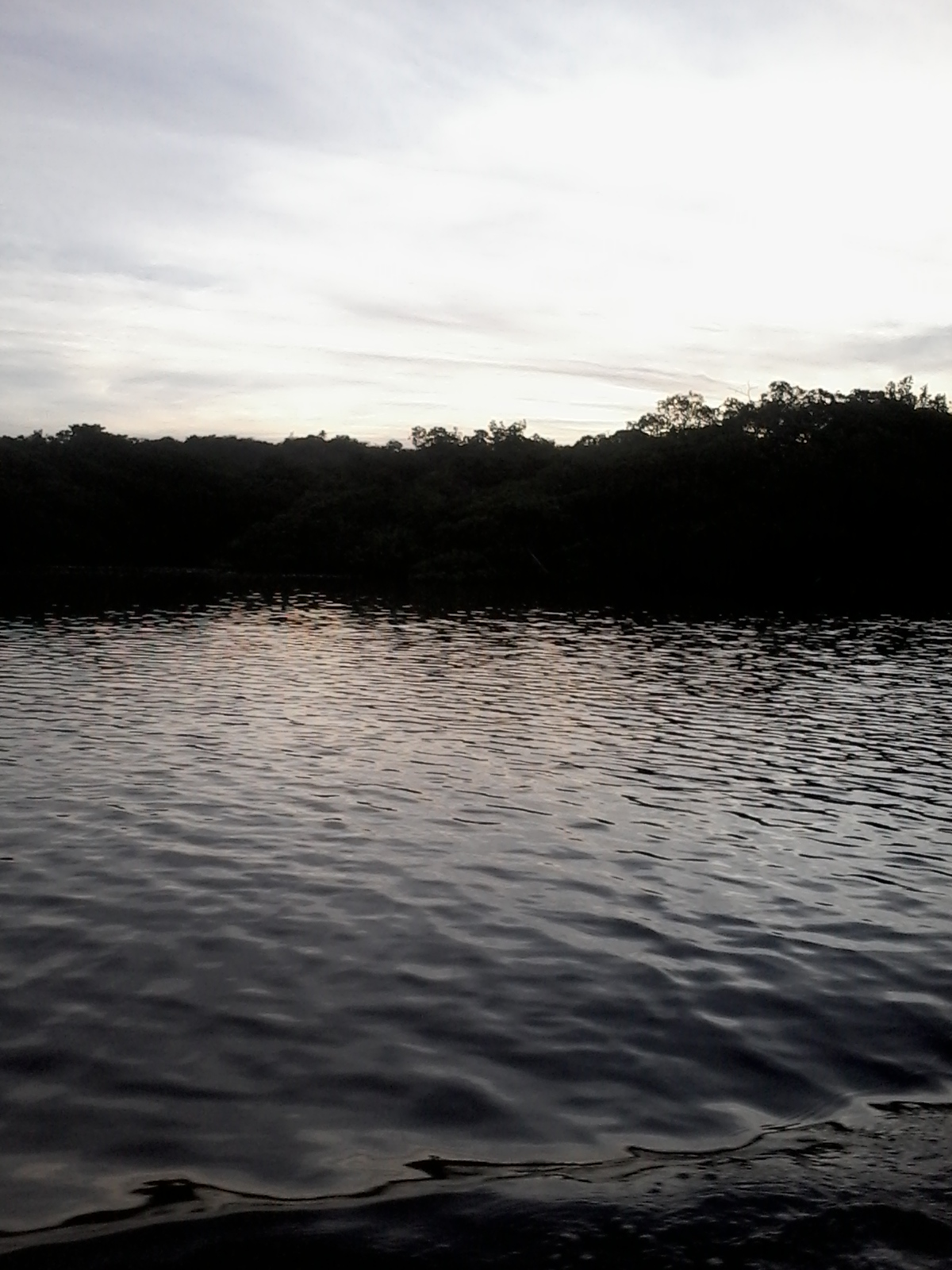
Mangue no rio Timbó, em Abreu e Lima, Pernambuco

O Engenho Jaguaribe foi um engenho de açúcar colonial fundado na Capitania de Pernambuco por volta do ano de 1548, no termo da antiga Vila de Igarassu. Hoje, suas ruínas estão situadas no município de Abreu e Lima, Pernambuco. A jazida foi registrada como Sítio Arqueológico Engenho Jaguaribe por arqueólogos da Universidade Federal de Pernambuco (UFPE). Jaguaribe é o nome de um dos riachos que são afluentes do Rio Timbó. Em tupi, Jaguaribe é a corruptela portuguesa do nome Yaguár-y-pe, que significa: Rio do Jaguar, ou, Rio da Onça. Hoje, esse riacho tem dois nomes: Barro Branco ou Riacho Jaguaribe.

## Histórico
Segundo Pereira da Costa, em sua obra Anais Pernambucanos, em 24 de julho de 1540, Duarte Coelho, Donatário da Capitania de Pernambuco, doa uma sesmaria ao feitor e almoxarife da fazenda real Vasco Fernandes de Lucena e aos seus filhos e filha. Essa sesmaria tinha uma légua de terra em quadra. Outra característica da doação é o fato das terras terem sido doadas com isenções de impostos, pois, o documento estabelece que as terras estavam livres do pagamento de quaisquer obrigações e de fôros. Essa carta de doação foi registada no Livro do Tombo por Bartolomeu Dias, Escrivão das Sesmarias. Segundo Pereira da Costa, essa foi a única carta de doação encontrada com a assinatura do primeiro donatário. No ano de 1548, em suas Cartas a El Rei, o donatário pede autorização para a fundação de um engenho. Para realizar a obra, também pede isenção de impostos sobre uma remessa de pau-brasil como forma de provisão para auxiliar Vasco Fernandes de Lucena na fundação deste engenho em suas terras do Jaguaribe. Nascia então, um dos primeiros engenhos de açúcar fundados na Colônia do Brasil. Com a morte de Vasco Fernandes de Lucena, seus herdeiros (a viúva Dona Beatriz Dias e seus filhos: Sebastião Fernandes, Francisco Fernandes de Lucena e Dona Clara Fernandes, representada pelo marido Cristóvão Quixada) solicitam a Demarcação Judicial das terras de Jaguaribe, através de um requerimento do ano de 1573, direcionado a Antônio Salema, Ouvidor Geral do Brasil, situado na Capitania de Pernambuco. Nesse momento, 400 braças de terras em Jaguaribe, passam para a posse do Mosteiro de São Bento de Olinda, conforme venda ou doação efetuada no ano de 1566 por Vicente Fernandes, que teria recebido essa porção de terras através de doação efetuada por Duarte Coelho de Albuquerque, segundo Donatário de Pernambuco.

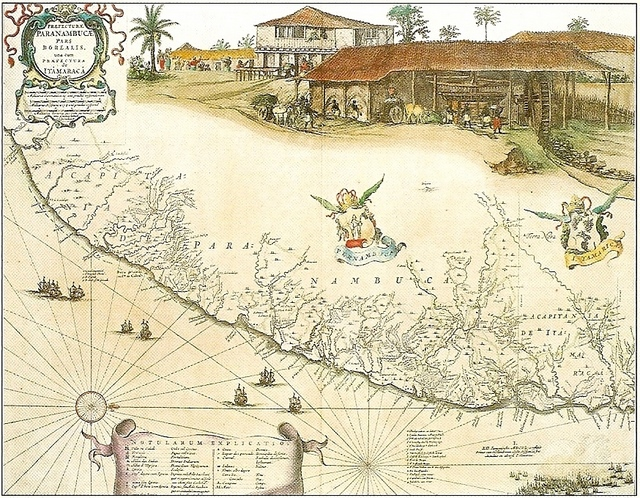
Map of Pernambuco including Itamaracá, 1643.

Nas primeiras décadas do século XVII a posse das terras da Sesmaria Jaguaribe são parceladas e passam por diferentes proprietários, como: Francisco Gomes Flores no ano de 1623, quando o engenho já possuía uma capela dedicada a Santo Antônio. Em 1630, ocorre a invasão holandesa. Durante a guerra de conquista muitas edificações são destruídas, inclusive o Mosteiro de São Bento. Com a edificação parcialmente destruída, seus monges fogem para suas propriedades em Mussurepe, Itapacurá e Vila do Ipojuca. Nesse mesmo ano, a viúva de Flores, arrenda o engenho para Antônio da Rocha Bezerra, que é arrolado como devedor aos holandeses, ou seja, devia 3.060 florins a Companhia Holandesa das Índias Ocidentais (em holandês: West-Indische Compagnie ou WIC), empresa que governava a conquista das capitanias nordestinas. Em 1639/40 o relatório do Conselheiro Adriaen van der Dussen, relata que o Engenho Jaguaribe está em atividade e moendo. No ano de 1647, o engenho foi evacuado e depois passou as mãos de Paulo de Almeida e Souza, que também vendeu um partido de cana do engenho para os monges beneditinos.

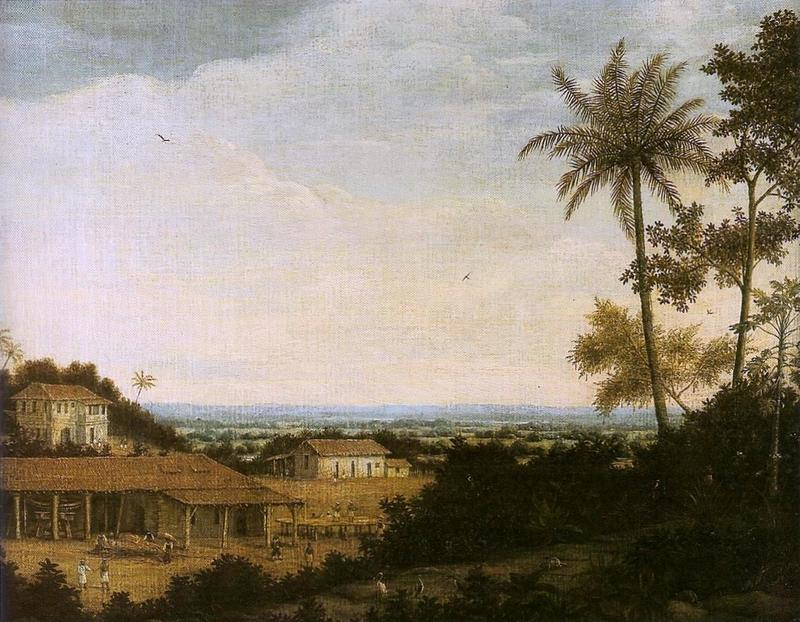
Engenho de açúcar colonial de Pernambuco, segundo Frans Post, século XVII.

Após a expulsão dos Holandeses no ano de 1654, a capitania passa por uma fase de reconstrução, estando a produção agrícola bastante limitada devido a destruição de vários engenhos. Segundo o Livro do Tombo do Mosteiro de São Bento, em 7 de janeiro de 1660, Dona Inês de Oliveira, em troca de missas por sua alma faz doação de terras de Jaguaribe ao mosteiro. Aos poucos, a ordem beneditina vai consolidando sua posse sobre boa parte das terras da Sesmaria Jaguaribe. No ano de 1660, a Ordem de São Bento teria ocupado a sede do engenho. Não fugindo a regra, a sede do Engenho Jaguaribe, assim como muitos outros engenhos seiscentistas, foi arruinada durante as batalhas de expulsão dos holandeses. No caso do Engenho Jaguaribe, não se sabe se a destruição de sua sede foi fruto do abandono ou decorrente de sabotagens de guerra (https://www2.senado.leg.br/bdsf/handle/id/179485). Segundo a documentação histórica, um dos colonos que mais lucraram com a Guerra Holandesa, foi o escabino João Fernandes Vieira. Durante a Insurreição Pernambucana, Vieira comandou tropas e chegou a ser nomeado Mestre-de-Campo, além de se livrar das dividas com a WIC. No período da reconstrução, Fernandes Vieira foi nomeado Governador Capitão da Capitania da Paraíba e em seguida Capitão-General de Angola, onde atuou no tráfego negreiro do Atlântico. Esse madeirense, adquiriu extensas porções de terras na área da Sesmaria Jaguaribe e Maranguape. Em seu testamento do ano de 1671, está arrolado a posse do Engenho Jaguaribe. Nesse documento, relata-se que a fábrica do engenho estava "deitada ao chão", restando no local, apenas algumas ferragens e cobres relativas a produção do açúcar. Mesmo assim, anos mais tardes, o Mosteiro de São Bento confirma a posse das terras do engenho e funda nas terras da Sesmaria Jaguaribe, a Fazenda de São Bento, que tinha a função de gerar renda e víveres para o mosteiro em Olinda, que voltou a ser ocupado após a expulsão dos holandeses. Ao longo do século XIII, não existe registros sobre o engenho.
No ano de 1812, o inglês Henry Koster, arrenda o Engenho Jaguaribe. Porém, devido a problemas com os antigos proprietários e pelas dificuldades de contratação de lavradores indígenas livres de Alhandra, o inglês só consegue realizar a colheita de uma safra. Abandona o contrato e muda-se para a Ilha de Itamaracá, indo plantar cana em parceria nas terras do Amparo. Nascido em Portugal e educado na Inglaterra, viveu na Capitania de Pernambuco entre os anos de 1809 a 1820, quando faleceu na cidade do Recife. Em 1816, Koster publica em Londres, um  livro intitulado: VIAGENS AO NORDESTE DO BRASIL. A obra teve 7 edições até o ano de 1846. Foi editada tando em cidades da Europa como teve uma edição nos EUA. Do ano de 1898 até 2002, o livro teve mais 4 edições, todas impressas no Brasil. Neste livro, o autor descreve o seu encanto pelas paisagens dos trópicos, sobre o modo de vida dos brasileiros, as técnicas agrícolas, as festividades e sobre o fervor religioso dos distintos grupos sociais. Em um dos relatos sobre o Engenho Jaguaribe, diz:

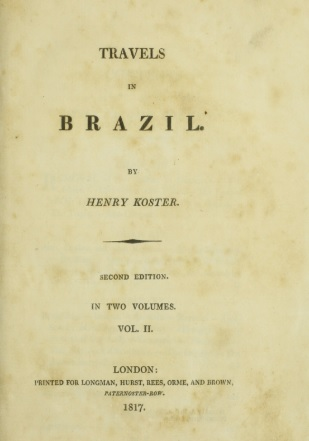
Folha de rosto da primeira edição do livro de Henry Koster, publicado em Londres no ano de 1817.

"Pelos meados de maio mudei-me para o Jaguaribe. O caminho passa pela propriedade de Paulista e depois Paratibe (...) Diante de mim a casinha, com suas senzalas, rodeadas de bananeiras e situada na projeção da colina. Além à esquerda, no vale estreito e longo, erguiam-se as casas do Jaguaribe, no campo aberto, com a colina por trás e o riacho na frente. Pela direita, na várzea profunda, estende-se um comprido trecho pouco arborizado, e sempre à destra, para diante, estão os numerosos mangues (...). Do outro lado, ainda perto, eleva-se o pico de São Bento [onde situava-se a sede da Fazenda São Bento, que hoje, também é uma ruína que forma um sítio arqueológico]. São terras de mandioca e de milho, floresta, e uma picada que leva, serpentando, ao cimo da elevação. (...)
A casa [do engenho], situava-se num prolongamento da colina, olhando o vale (...). Era espaçosa, mas o solo não estava tijolado e paredes interiores não possuíam pintura ou teriam sido branqueadas há muito tempo. (...) O trabalho seguiu regularmente e, bem depressa, tinha pouco que fazer, exceto  as cousas que me poderiam distrair. (..) Fiquei apenas dois dias em Goiana, onde realizei o objetivo de minha viagem, que era obter vinte indígenas trabalhadores de Alhandra. Voltando para o Jaguaribe, tomei a velha estrada. Pela manhã subsequente, os índios vieram de Alhandra, mas estavam cheios de notícias estranhas sobre a riqueza do inglês. E o chefe da malta  me disse que eu era muito rico e que só trabalhariam por um jornal mais elevado que para os demais. (...) Procurei dissuadi-los, mas não consegui. (...) Jantaram e sacudindo os bisacos ao ombro partiram".

No começo do século XX, as terras do engenho passaram a ser ocupadas por agricultores e por trabalhadores da Companhia de Tecidos Paulista, que deste o ano de 1907, ergueu  no centro da cidade do Paulista, duas enormes fábricas e vilas de operários. Essa atividade industrial teve impacto sobre a área do engenho, durante as pesquisas arqueológicas na área da casa-grande do Engenho Jaguaribe, foram localizados tijolos com a marca da CTP. Segundo relatos, naquele momento a casa-grande foi adequada para servir de moradia para operários do parque têxtil. Porém, na década de 1980, a casa-grande arruinou-se novamente. Seus vestígios demonstram cinco distintas fases ocupação, que estão bem delimitadas através de diferentes técnicas construtivas (pedra, alvenaria mista, taipa e duas fases em alvenaria).
Pesquisa Arqueológica

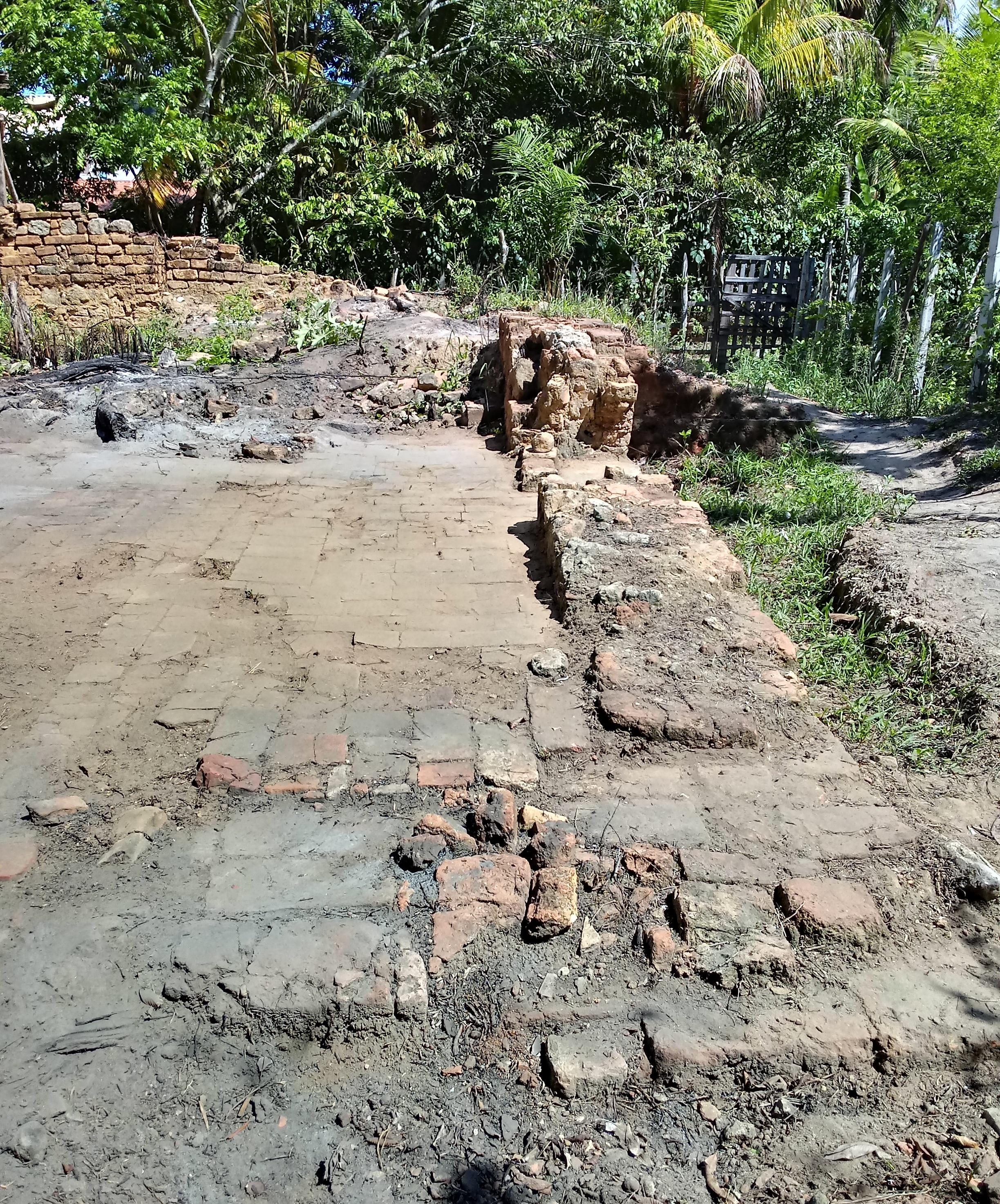
Ruínas da casa-grande do Engenho Jaguaribe, 2020.

Hoje, a área do Sítio Arqueológico Engenho Jaguaribe, sofre forte avanço urbano através da implantação de loteamentos e construção de casas para residências. As ruínas do engenho foram descobertas no ano de 2003, durante os levantamentos realizados pelo Programa Jaguaribe, que descobriu e cadastrou mais de 27 sítios arqueológicos na área da antiga Sesmaria Jaguaribe. Assim, foi possível delimitar que as terras da sesmaria se distribuíam pelos atuais municípios de Igarassu, Abreu e Lima e Paulista. Além dos sítios arqueológicos históricos, foram descobertos sítios do tipo: aldeias indígenas pré-históricas e aldeias dos períodos do contato. Desta forma, a região foi declarada Área Arqueológica com alto grau de interesse a preservação. Desde então, a área da Sesmaria Jaguaribe tem sido palco de várias pesquisas arqueológicas, que geraram seminários científicos e vários artigos e trabalhos acadêmicos em nível de graduação, mestrado e doutorado. O Programa Jaguaribe é coordenado pela arqueóloga e Prof. Dr. Claudia Alves, da UFPE e visa a conservação da área através do desenvolvimento de oficinas de educação patrimonial, projetos ambientais, realização de seminários, sinalização dos sítios e demais atividades que buscam integrar a comunidade ao uso sustentável dos sítios arqueológicos.